# Schulgarten Kagran

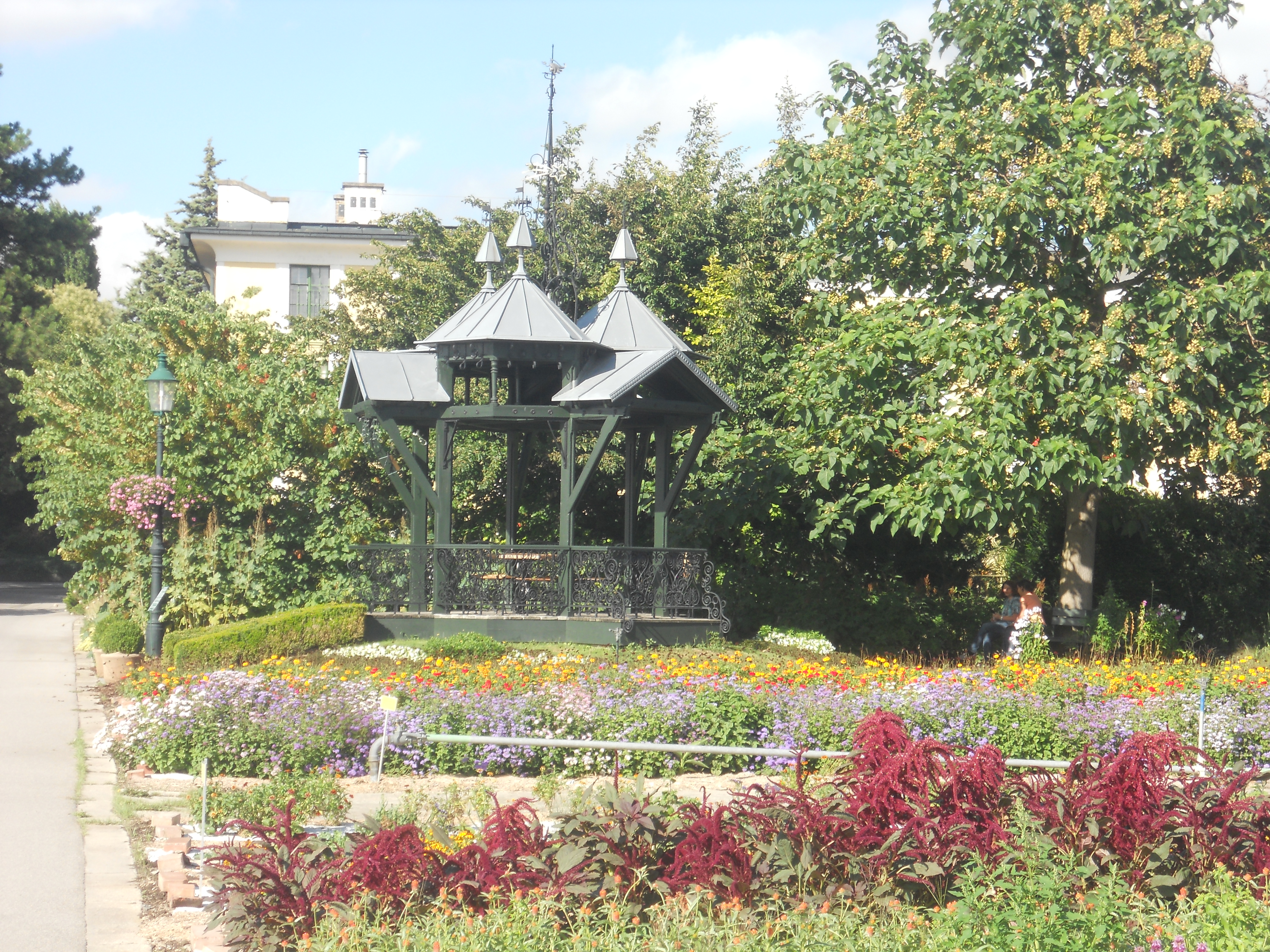
Der Schulgarten mit dem Pavillon der Weltausstellung 1873 und der Orangerie im Hintergrund

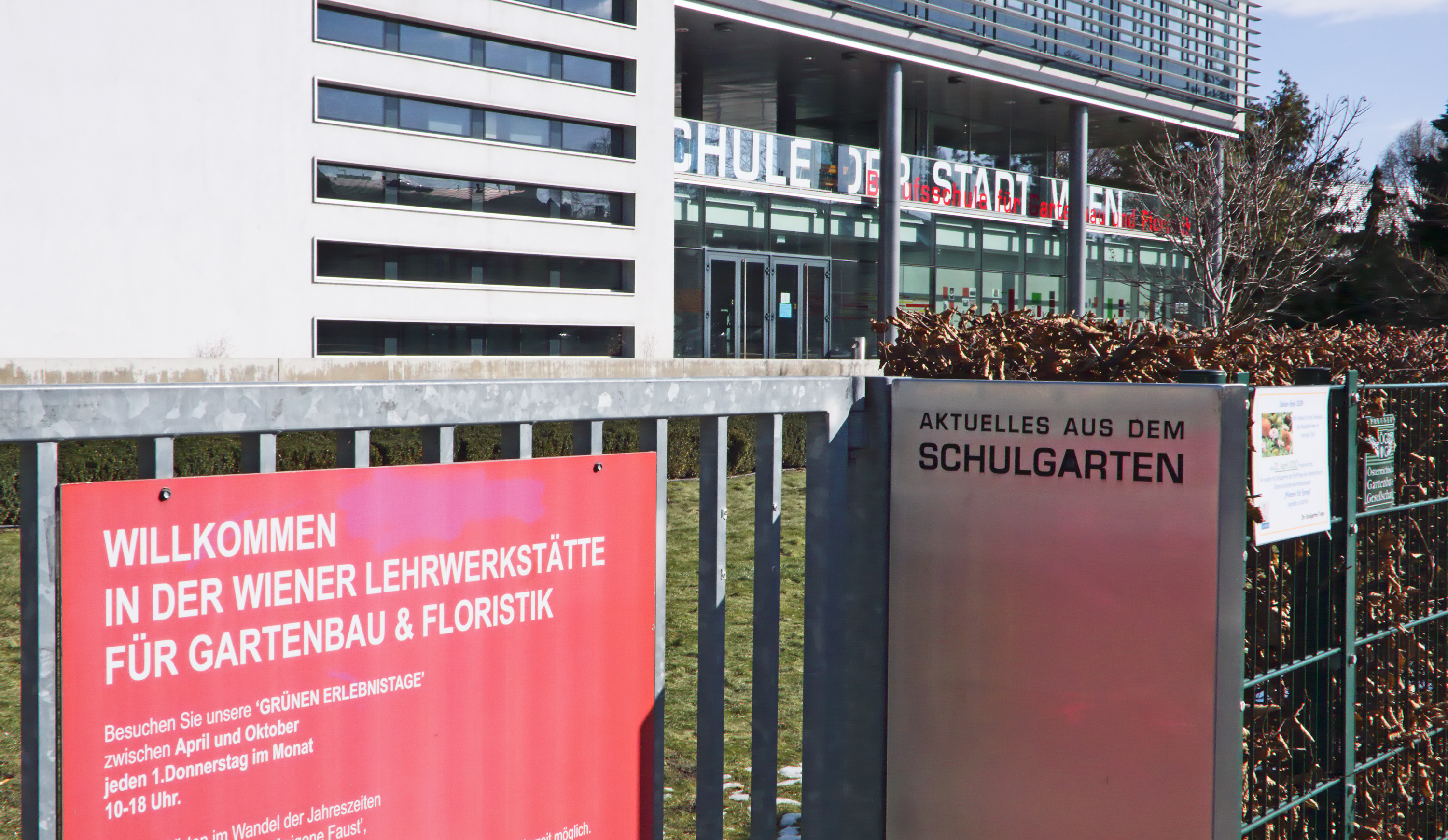
Der Eingang zum Schulgarten

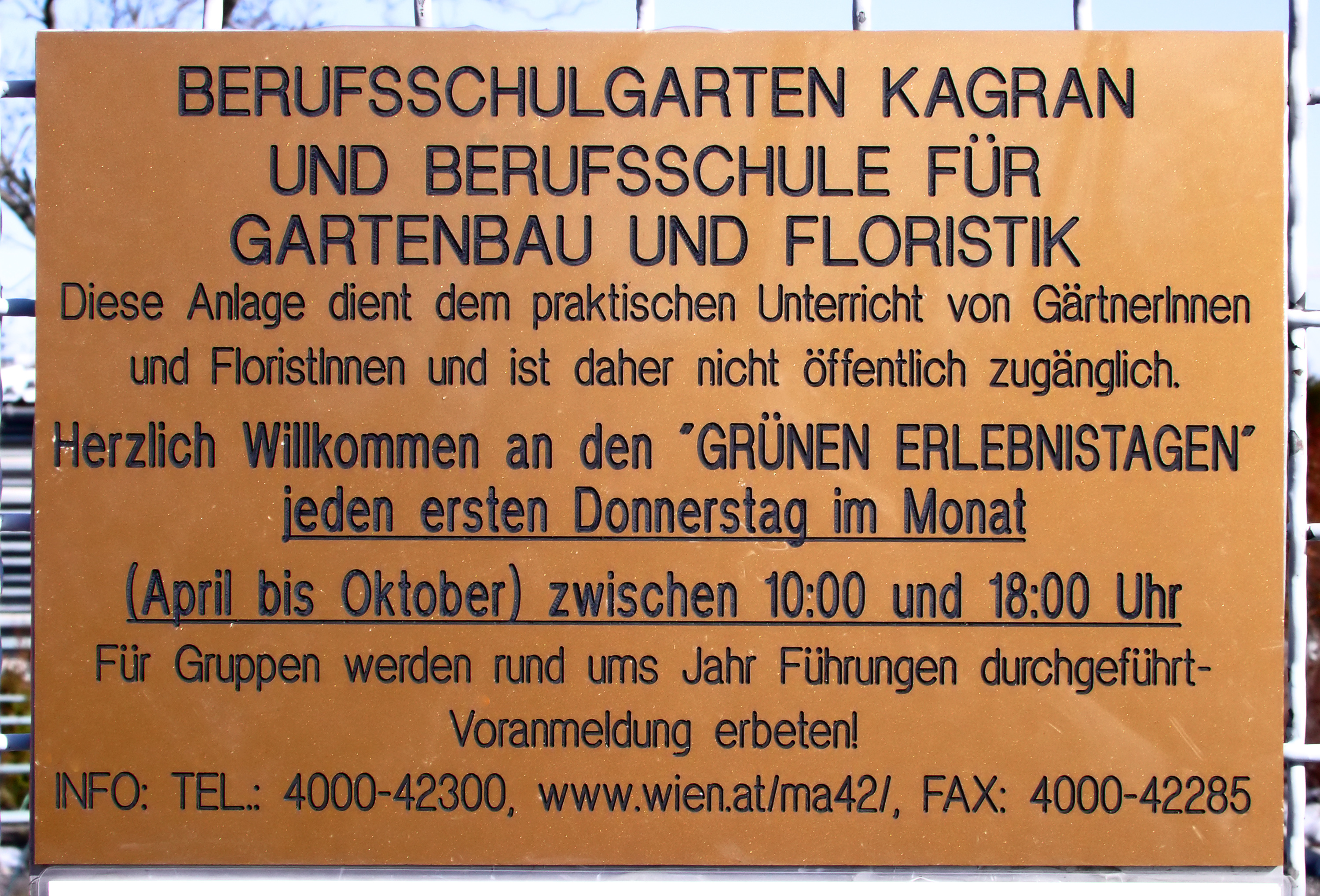
Hinweistafel am Eingang

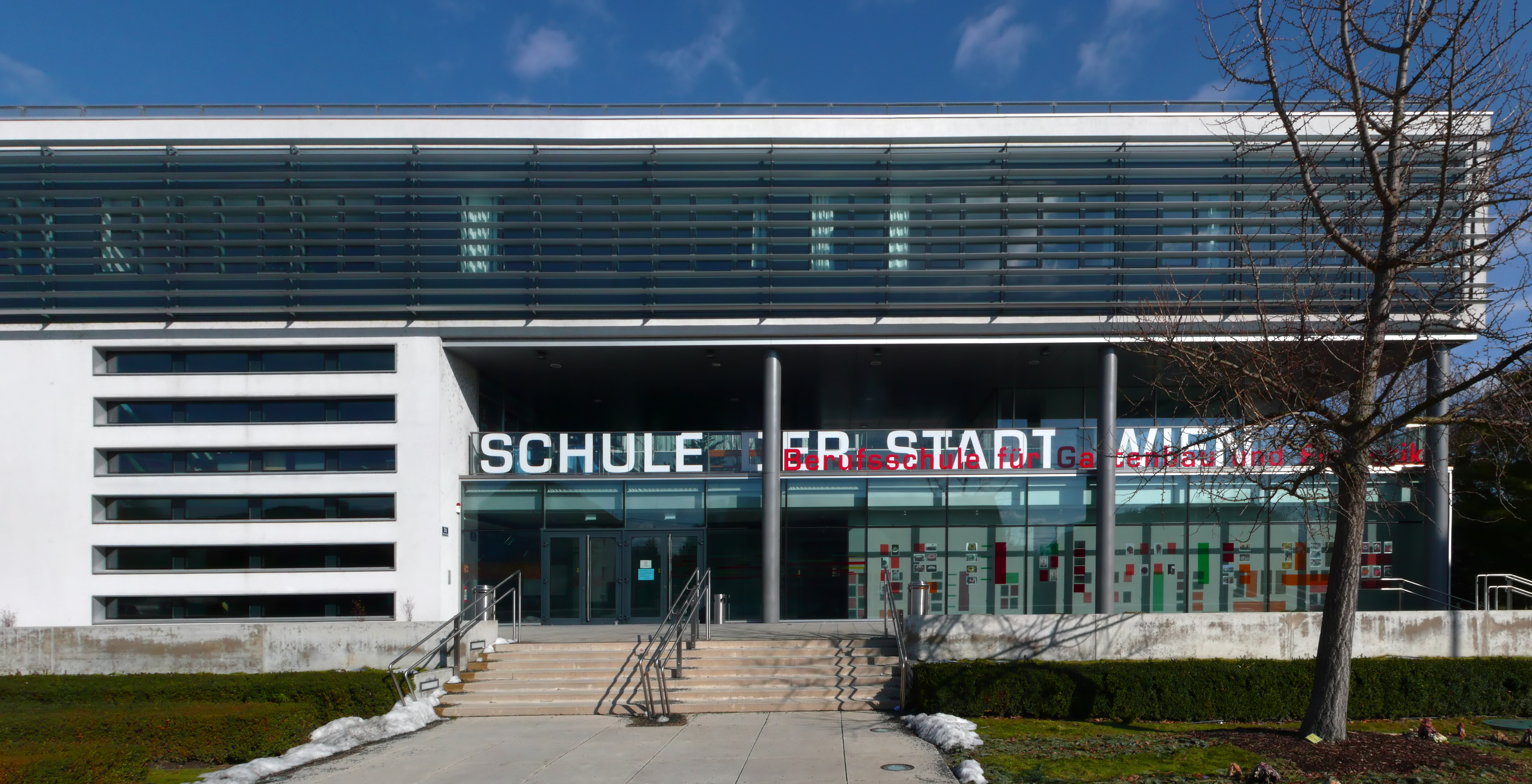
Die Berufsschule für Gartenbau und Floristik

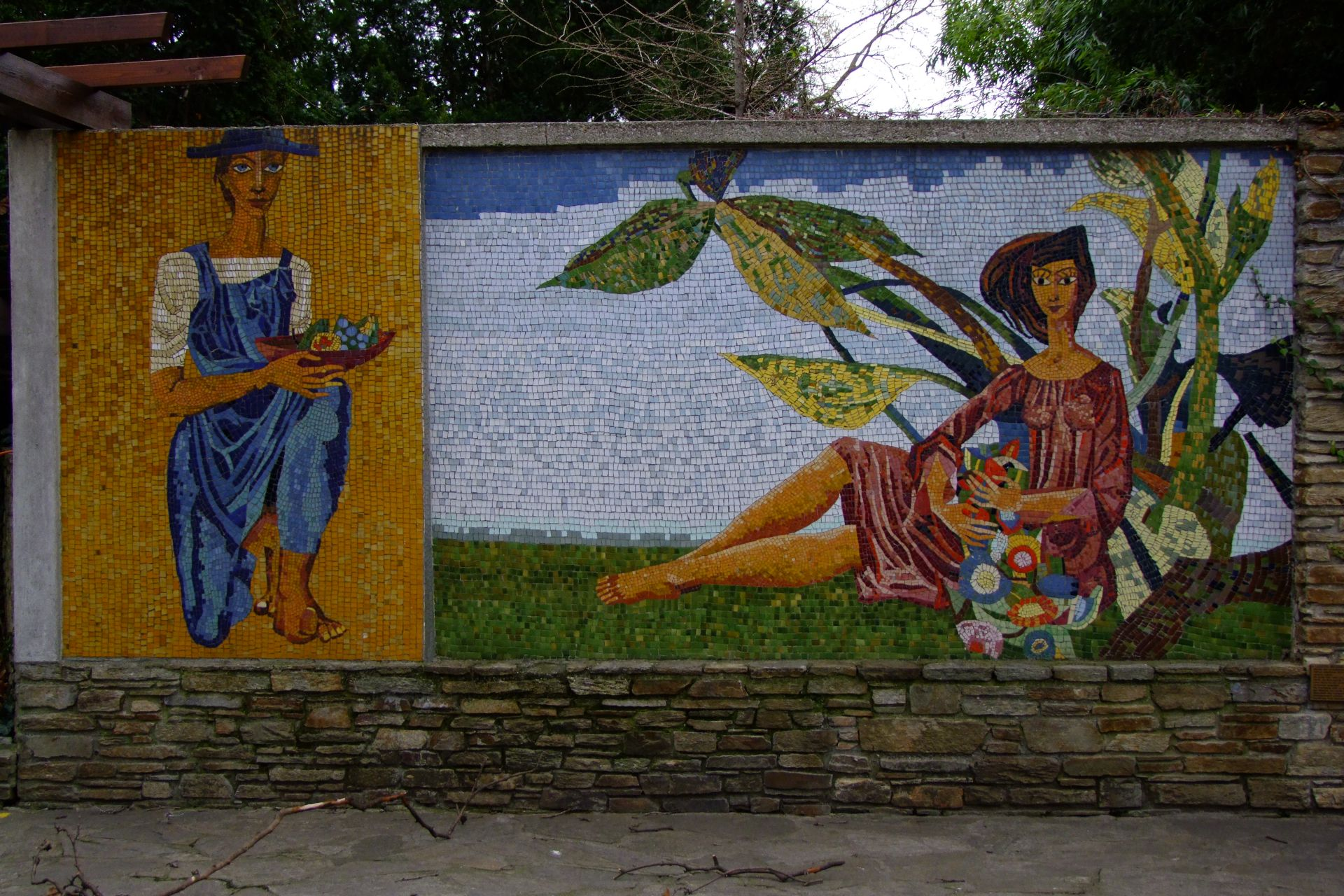
Das Mosaik von Leherb

Der Schulgarten Kagran am Donizettiweg im 22. Wiener Gemeindebezirk Donaustadt wird von der Magistratsabteilung (MA) 42 – Wiener Stadtgärten geführt und dient der Berufsschule für Gartenbau und Floristik als Gelände für die praktische Ausbildung. Darüber hinaus ist er auch für die Öffentlichkeit zugänglich und Schauplatz von Informationsveranstaltungen.

## Geschichte
Die Berufsschule für Gärtner entstand im Jahr 1928 durch den Umbau eines 1912 errichteten Pflanzenüberwinterungshauses – der Orangerie – in ein Schulgebäude. Das umgebende Gartenareal dient seither als Ausbildungsstätte für Lehrlinge.
Nach dem Zweiten Weltkrieg wurde der Schulgarten von der MA 42 übernommen und zwischen 1959 und 1960 neu gestaltet und modernisiert. 1977 musste der ursprünglich sieben Hektar große Schulgarten wegen der Errichtung der U-Bahn-Strecke U1 um etwa ein Hektar verkleinert werden.
Seit dem Neubau eines neuen Schulgebäudes zwischen 2001 und 2002 dient das ehemalige Schulgebäude als Österreichisches Gartenbaumuseum.
Siehe auch: Blumengärten Hirschstetten

## Anlage
Der Schulgarten bietet auf einer Fläche von 60.000 Quadratmetern mit etwa 2.250 Quadratmetern Hochglasflächen und fünf Folientunneln mit etwa 1.800 Quadratmetern neben den für die Lehrlingsausbildung notwendigen Gartenanlagen Besuchern neben verschiedenen Kunst- und Bauwerken vor allem zahlreiche Themengärten. Kultiviert werden hier über 3.200 verschiedene Pflanzenarten.
Im Schuljahr 2007/2008 diente der Schulgarten Kagran der praktischen Ausbildung von rund 700 Lehrlingen in den Berufen Landwirtschaftliche Gärtner (Produktionsgärtner), Landschafts – und Grünflächengestalter, Friedhofs – und Ziergärtner und Florist.

### Themengärten

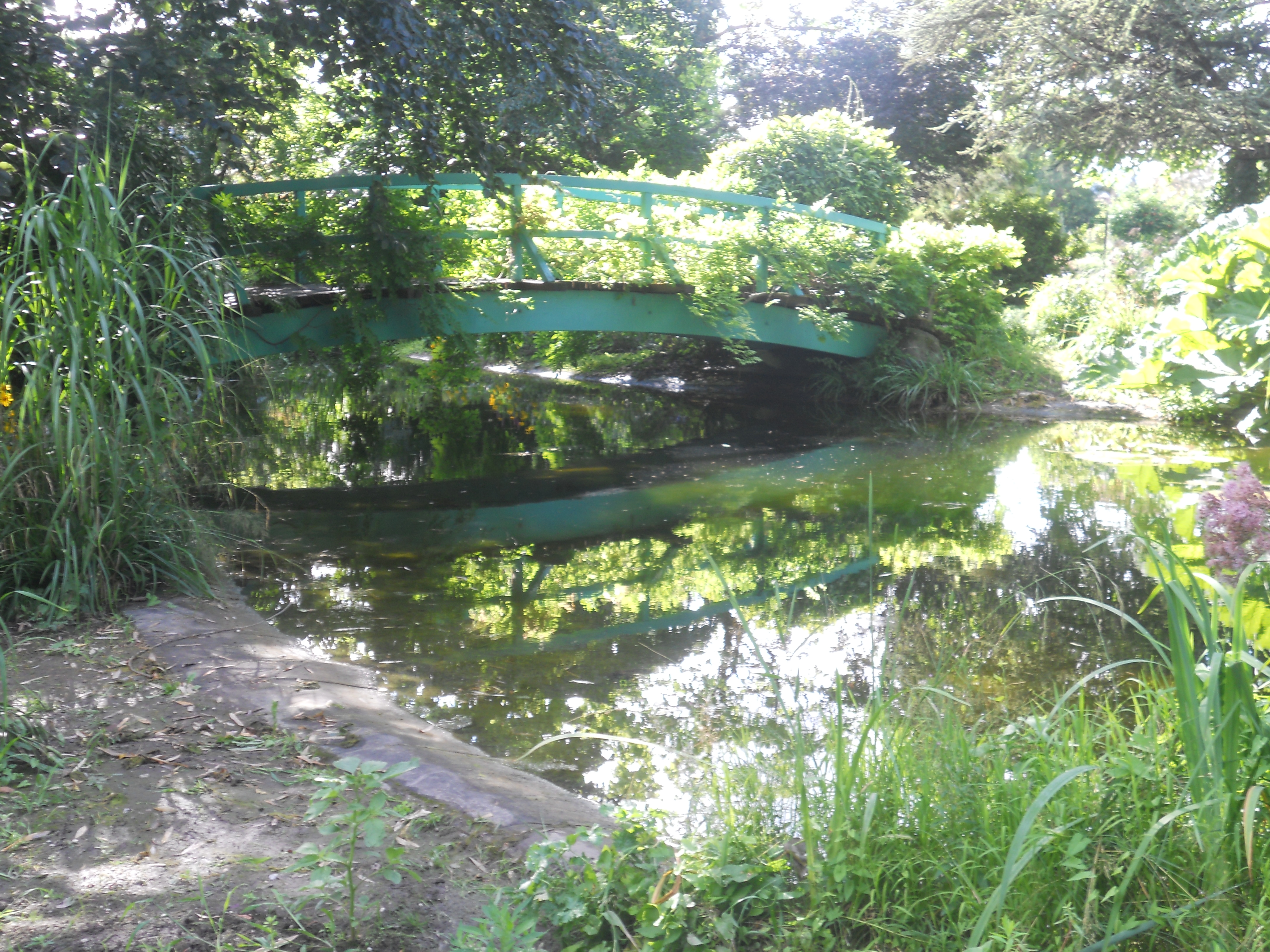
Claude Monet Garten

Auf dem Areal des Schulgarten Kagran finden sich zahlreiche Themengärten, unter anderem:
- Franz Karl Effenberg Asiagarten: Dieser Garten wurde im Jahr 2000 angelegt und zeigt Pflanzen aus der gemäßigten Klimazone in Ostasien in Stil der fernöstlichen Gartenkultur.
- Claude Monet Garten: Dieser Garten wurde zwischen 1999 und 2002 angelegt und ähnelt dem Garten von Claude Monet in Giverny in Frankreich.
- Ginkgo Goethe Garten: Die Anlegung dieses Gartens wurde von Johann Wolfgang von Goethe inspiriert, der 1815 einer Bekannten ein Blatt eines Ginkgo-Baumes schenkte.
- Hexengarten: wurde 2002 in Form eines Drudenfusses angelegt und mit Wildpflanzen und Stauden bepflanzt, die mehr oder weniger giftig sind.
- Shakespeare Garden Vienna: In den Theaterstücken von William Shakespeare spielen Pflanzen immer wieder eine Rolle und so wurden hier Zitate aus seinen Stücken mit den realen Blumen kombiniert.
- Präriegarten: Dieser Garten wurde im September 2007 eröffnet und wurde mit Hilfe der Botschaft der Vereinigten Staaten angelegt.[3]

### Bauwerke
Interessante Bauwerke im Schulgarten Kagran:
- Pförtnerhaus: dieses diente in der ehemaligen Rothschild-Gärtnerei auf der Hohen Warte als Heizungsabgang.
- Hochzeitspavillon: dieses Salettl stammt von der Wiener Weltausstellung 1873 und wurde 1998 der MA 42 überlassen, restauriert und am 3. November 1999 im Schulgarten neu eröffnet.
- Kleingartenhütte: diese stammt aus dem Jahr 1916, wurde dem Österreichischen Gartenbaumuseum überlassen und steht seit 2001 im Schulgarten Kagran.

### Kunstwerk
Als Kunstwerk präsentiert sich das vom Wiener Künstler Leherb (Helmut Leherbauer) 1960 gestaltetes Mosaik der „Blumengöttin Flora und Gärtnergott Vertumnus“.

## Ausbildungsstätte
Der Schulgarten stellt das Übungsgelände für die praktische Ausbildung der Schüler der Berufsschule für Gartenbau und Floristik dar. Zu diesem Zweck ist er in fünf Abteilungen unterteilt:
- Baumschule,
- Gemüsebau,
- Glashaus,
- Landschaft und
- Stauden.

## Veranstaltungen
Im Schulgarten Kagran werden verschiedene Workshops im Zusammenhang mit Pflanzen und Pflanzenbau sowie die „Grünen Erlebnistage“ – diese stehen immer unter einem bestimmten Motto – abgehalten. Während der Sommerferien bieten die „Grünen Urlaubstage“ die Möglichkeit zum Entspannen im Grünen. Außerdem ist der Schulgarten Kagran ein beliebter Ort für die standesamtliche Eheschließung und bietet dabei Platz für etwa 50 Gäste.
Angemeldeten Gruppen wird auch die Möglichkeit einer Führung für Gehörlose geboten.

## Österreichisches Gartenbaumuseum
Das Österreichische Gartenbaumuseum befindet sich seit 2003 in der ehemaligen Orangerie, die nach dem 1928 erfolgten Umbau bis 2002 als Berufsschule diente. Das Museum zeigt vor allem Exponate, welche die Geschichte des Gartenbaues und des Kleingartenwesens in Österreich dokumentieren. Die Sammlung wurde 2001 um das Österreichische Blumenbindemuseum erweitert.